# Zsazsa Zaturnnah
Zsazsa Zaturnnah est une super-héroïne de bande dessinée créée en 2002 par l'illustrateur et dessinateur philippin Carlo Vergara. Le personnage de Zsazsa Zaturnnah se situe dans la lignée des super-héroïnes de bande dessinée telles que l'américaine Wonder Woman ou la philippine Darna, soit une guerrière amazone à la longue chevelure et dotée de pouvoirs surhumains. La particularité de cette super-héroïne est l'identité sexuelle masculine et l'homosexualité de son alter ego.
Le personnage apparaît pour la première fois dans le roman graphique Ang Kagila-gilalas na Pakikipagsapalaran ni Zsazsa Zaturnnah (Les Incroyables Aventures de Zsazsa Zaturnnah en français), autoédité en décembre 2002 en deux volumes. Lorsque le roman graphique reçoit le National Book Awards en 2003, l'auteur est approché par les éditions Visual Print Enterprises, qui publient l'œuvre à échelle nationale.
Le personnage a été adapté au cinéma dans le film Zsazsa Zaturnnah: ZE Moveeh, sorti le 25 décembre 2006.

## Sources
- (en) Cet article est partiellement ou en totalité issu de l’article de Wikipédia en anglais intitulé « Zsazsa Zaturnnah » (voir la liste des auteurs).